# 国際連合安全保障理事会決議588
国際連合安全保障理事会決議588（こくさいれんごうあんぜんほしょうりじかいけつぎ588、英: United Nations Security Council resolution 588）は、1986年10月8日に国際連合安全保障理事会で採択された決議である。イラン・イラク戦争に関係する。
安保理は、イランとイラクの戦争が長く続いていることに懸念の意を表明し、両国に対して安保理決議582を遅滞なく履行することを要請した。
また、国際連合事務総長ハビエル・ペレス・デ・クエヤルに対して、安保理決議582を確実に履行するための努力を強め、遅くとも11月30日までに折り返し報告するように求めた。
その後、国際連合事務総長は、11月24日に、両国と連絡を取ったものの、両国の姿勢により、決議の履行に至ることはなかったと報告した。